# 플라멩코
플라멩코(스페인어: flamenco)는 스페인 남부 안달루시아 지방(8 현을 포함)의 전통적인 민요와 향토 무용, 그리고 기타 반주 세 가지가 일체가 되어 형성하는 민족예술로서, 보통 '정열의 나라 스페인의 심장'이라고 불리는 이 지방의 개성적인 민족 감정과 기백이 풍부하고 힘차게 표현된 민족예술이다. 본래는 '콰드로 플라멩코'라 한다.

## 구성원
플라멩코 공연자 각각의 호칭은 플라멩코 용어로 '바일라오르'(남성무용가), '바일라오라'(여성 무용가), '칸타오르'(남성 가수), '칸타오라'(여성 가수), '토카오르' 또는 '기타리스터'(기타 반주자)라고 한다. 옆에서 장단을 맞추어 소리지르는 관중도 역시 플라멩코를 구성하는 한 요소다.

## 어원과 유래
플라멩코의 어원에 대해서는 옛날 스페인과 전쟁을 한 네덜란드에, 또는 아라비아어나 그 밖에서 기원을 찾는 등 여러 설이 있으나 아직도 정설은 없다. 또 플라멩코는 안달루시아의 민족 예능을 뜻하는 외에, 남부 스페인이 본고장으로 되어 있는 투우도 이에 포함될 뿐만 아니라 사람들의 기질이나 복장 등을 나타내는 형용사가 되기도 한다. 안달루시아 지방은 유럽 대륙의 서남단에 위치하며, 북쪽은 피레네산맥에 의해서 격리되어 유럽 문명의 흐름을 받지 못하고 독자적인 문화가 발달해 왔다. 또 많은 산맥과 하천에 의해서 구분된 각 지방에는 특이한 풍속이나 전통이 짙게 남아 있어, 그 향토 음악이나 무용은 전통적이며 개성적이고 버라이어티에 넘쳐 있다. 또 스페인에는 원주민인 이베로족 외에 3000년 전부터 페니키아, 그리스, 유다, 라틴, 아랍, 집시 등의 여러 민족이 도래하여 많은 인종의 혼혈을 볼 수 있다. 스페인 민속음악의 다채로운 엑조티시즘은 동쪽에서 도래한 이와 같은 여러 민족의 영향으로 된 것이다. 독일의 비교음악학자 쿨트 신들러의 현지조사에 의하면, 민속음악의 보고라고 하는 스페인의 민요와 춤곡은 5만을 헤아린다. 그들 가운데 질과 양에서 단연 우수한 것은 안달루시아 지방의 플라멩코 민족음악이다. 글린카, 림스키코르사코프, 드뷔시 등과 같은 유명한 작곡가들과, 스페인의 알베니스, 그라나도스, 파리아, 투리나 등이 이 향토음악의 요소를 받아들여 많은 명곡을 남겼다. 플라멩코의 형식이 대체로 오늘날과 같이 정리된 것은 그다지 오래 되지 않았으며, 대략 18세기경부터 그 형식이 복잡한 발달을 보이기 시작하여 19세기 후반경에 완성됐다고 추정된다. 그러나 노래와 춤 그 자체의 기원은 매우 오래되었으며, 플라멩코 민요의 정신이라고도 할 수 있는 칸테혼드(심각한 노래)라는 옛날의 민요를 살펴보면 원시적인 선법, 풍부한 조바꿈과 이끎음의 조화, 멜로디가 리듬의 약속에서 떨어져 자유로운 점 등이 보인다. 이것은 옛날 스페인의 성당에서 채용하고 있던 원시 크리스트교 성가나 중세기 아라비아 왕조시대에 유대 성당에서 불리던 유대교 성가의 흐름을 받은 것으로 해석된다. 또 멜로디의 복잡하고 장식적인 움직임은 아라비아 가요의 억양에서 오며, 심한 율동감은 집시로부터 받은 영향이라고 생각된다. 플라멩코가 스페인 국외에서 처음 공연된 것은 1890년 파리의 만국 박람회에서이며, 그라나다의 집시들에 의해서였다. 대작곡가 드뷔시는 이에 감격하여 <이베리아>를 비롯한 명곡을 낳았다. 오늘날 스페인에서는 플라멩코 전문의 나이트 클럽인 '사라 데 피에스타'가 크게 번창하고 있다. 물론 향토예능으로서의 본래의 모습으로서, 도시나 전원에서, 안달루시아의 봄부터 가을에 걸친 수많은 축제와 수확, 그 밖의 모임에서 지금도 옛날 그대로의 전통적인 민요와 춤이 펼쳐지고 있다. 플라멩코의 민족음악은 비잔틴 및 유대의 신비주의와 아라비아 민족의 애수를 띤 이국정서와, 집시족의 정력적인 정열의 혼합이라 할 수 있다. 수수께끼 같은 음계와 기이한 리듬의 무한한 변화가 사람을 환혹하고야 만다.

## 플라멩코 무용
스페인의 민족무용은 그리스·로마의 고대부터 중세의 아라비아 시대를 거쳐 전해진 것이 근대에 와서 눈부신 발전을 이룩한, 비할 데 없는 아름다움을 지닌 매혹적인 춤이다. 플라멩코 무용(바일레 플라멩코, Baile flamenco)은 그 발달 과정에서, 사회생활의 근대화에 따라 대중이 이 무용을 돌보지 않게 되었을 때 집시가 대신하여 전승과 발전에 힘썼기 때문에, 그 형식에는 집시적 요소가 다분히 포함되어 있다. 순수한 플라멩코에서는 캐스터네츠를 쓰지 않고 사파테아드(구두 소리), 팔마(손뼉치는 소리), 피트(손가락 퉁기는 소리)로 구성되며, 콰드로 플라멩코에서는 관중의 할레오(장단을 맞추어 지르는 소리)도 섞여 열광적인 정경을 전개한다. 이 춤은 남에게 보이기 위한 것이 아니고, 추지 않고는 견딜 수 없는 자신의 심경을 위하여 추는 것이라고 집시들은 말한다. 그리고 플라멩코는 전 세계의 민족무용 중에서 가장 프로페셔널(직업적인)한 기교를 필요로 한다고 말한다.

## 플라멩코 guitar
플라멩코 기타(Guitarra flamenca)는 본래 민요 및 무용의 반주악기이나, 그 풍부한 음악미에 의하여 오늘날에는 기악 부문에서 독주악기로 취급되고 있는, 하나의 새로운 장르이다. 라몬 몬토야가 1938년에 파리에서 처음으로 플라멩코 기타 독주회를 열어서 훌륭한 악기임을 인정받은 이래 많은 명수가 급속한 발전을 이루었고, 지금은 온 세계에 애호가가 늘고 있다. 플라멩코 기타는 민요춤곡과 더불어 발달하였고, 안달루시아 민족의 애수가 담긴 음악 감정이 넘쳐흐르고 있다. 이 악기의 특색은 화려하고 상쾌하며 급격한 변화에 찬 음조이다. 또 일반음악에는 없는 복잡한 리듬을 교묘하게 내는 몇 개의 특수주법 등은 현악기 연주법에서는 진귀한 기교이다. 특이한 점은 플라멩코에서는 기타의 연주나 민요, 무용의 악보가 존재하지 않으며, 모두가 구전되고 암기되어 연주된다는 점이다. 단순한 5선보로는 복잡하고 난해한 민족음악을 표현할 수가 없기 때문이다. 클래식 기타와 모양이 거의 같으나 골페판이 붙어있다.

## 관련 저서, 논문
- 최명호, 《플라멩코: 원초적 에너지를 품은 집시의 예술》, 살림, 2008년
- 신동필, 〈플라멩코(Flamenco)의 솔레아(Soleá) 형식에 나타난 레돈다(Redonda)와 아필라(Afillá)의 표현기법 연구 : 플라멩코 가수 카마론 데 라 이슬라(Camarón de la Isla)를 중심으로〉, 상명대학교 문화기술대학원 뮤직테크놀로지학과 석사학위논문, 2016년 8월
- 이정미, 〈살풀이춤과 플라멩코의 비교 문화론적 연구 : 연행의 특성과 정서적 상동성을 중심으로〉, 한국방송통신대학교 대학원 문예창작콘텐츠학과 석사학위논문, 2017년
- 권미란, 〈스페인 집시를 통해서 본 플라멩코 탄생에 관한 연구: 집시 정책과 법 규정을 중심으로〉, 《스페인어문학》 93, 한국스페인어문학회, 2019년
- 이보라·송미숙·홍애령, 〈플라멩코춤 활성화를 위한 교육프로그램 연구〉, 《예술과 과학기술》 16-3, 한양대학교 우리춤연구소, 2020년

## 같이 보기
- 파소도블레